# Thrichomys apereoides
Thrichomys apereoides — вид гризунів родини щетинцевих, який зустрічається в південній і південно-східній Бразилії. Т. apereoides тісно пов'язаний з діагональним поясом відкритої рослинності, який тягнеться з північно-сходу в південно-західному напрямку між амазонськими й атлантичними лісами. 

## Генетика
Має два підвиди Thrichomys apereoides apereoides, чий каріотип такий: 2n=28, FN=50 і Thrichomys apereoides laurenteus чий каріотип: 2n=30, FN=54.

## Загрози та охорона
На цього щура полюють заради м'яса, хоча, здається, це не є серйозною загрозою для виду. Зустрічається в кількох охоронних районах в зоні його поширення.